# Maxim Velčovský
Maxim Velčovský (* 17. září 1976 Praha) je český designér a pedagog na Vysoké škole uměleckoprůmyslové. Vystavoval v Česku i ve světě a jeho práce jsou zařazeny ve sbírkách Uměleckoprůmyslového muzea v Praze, Viktoriina a Albertova muzea v Londýně, v Nové Pinakotéce v Mnichově a v muzeu designu a užitého umění Mudac v Lausanne. Věnuje se především tvorbě ze skla a porcelánu. V současné době je kreativním ředitelem společnosti Lasvit.

## Životopis
Narodil se roku 1976 v Praze do rodiny akademického malíře Josefa Velčovského. V letech 1991–1995 vystudoval Střední uměleckoprůmyslovou školu v Uherském Hradišti, posléze v letech 1995–2002 Vysokou školu uměleckoprůmyslovou v Praze v Ateliéru keramiky a porcelánu u profesora Václava Šeráka.
V roce 2002 spolu s Jakubem Berdychem založil designové studio Qubus, v následujících letech se věnoval volné tvorbě a vystavoval. Spolupracoval na designu nábytku pro UP závody. V roce 2007 získal cenu pro designéra roku na cenách Czech Grand Design.
Od roku 2011 působí jako umělecký ředitel firmy Lasvit, na jeho popud navázala firma spolupráci například s René Roubíčkem a Bořkem Šípkem. Rovněž od roku 2011 vede Ateliér keramiky a porcelánu na VŠUP v Praze.

## Design

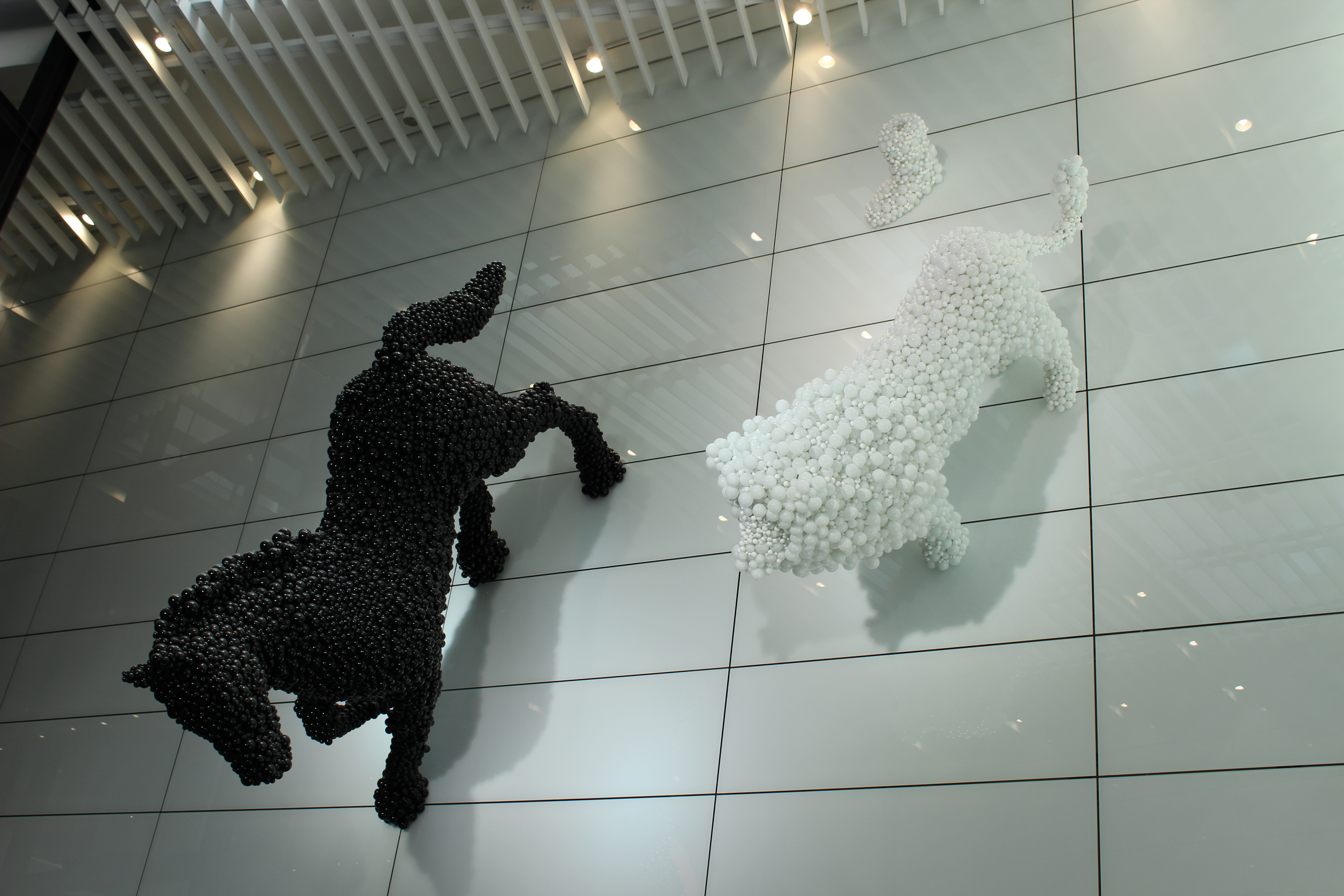
Velčovského plastiky v pražském obchodním centru Quadrio

Ve svých návrzích pracuje především se sklem a porcelánem, často se pohybuje na hraně pop artu. Známé jsou například jeho porcelánové šálky inspirované tvarem PET lahví a kelímků (2000), vázy ve tvaru holinek (2001) a mísa ve tvaru České republiky (2003).
V roce 2010 spolupracoval na instalaci českého pavilonu pro Expo 2010 v Šanghaji.
Příležitostně se věnuje i grafické a jiné tvorbě. Navrhl mimo jiné kompozici sedaček pro pražské Kino Oko a booklet alba Racek písničkáře Tomáše Kluse.

## Ceny a ocenění
- 2006 – obchod roku na cenách Czech Grand Design pro Qubus design
- 2007 – designér roku na cenách Czech Grand Design
- 2008 – obchod roku na cenách Czech Grand Design pro DOX by Qubus

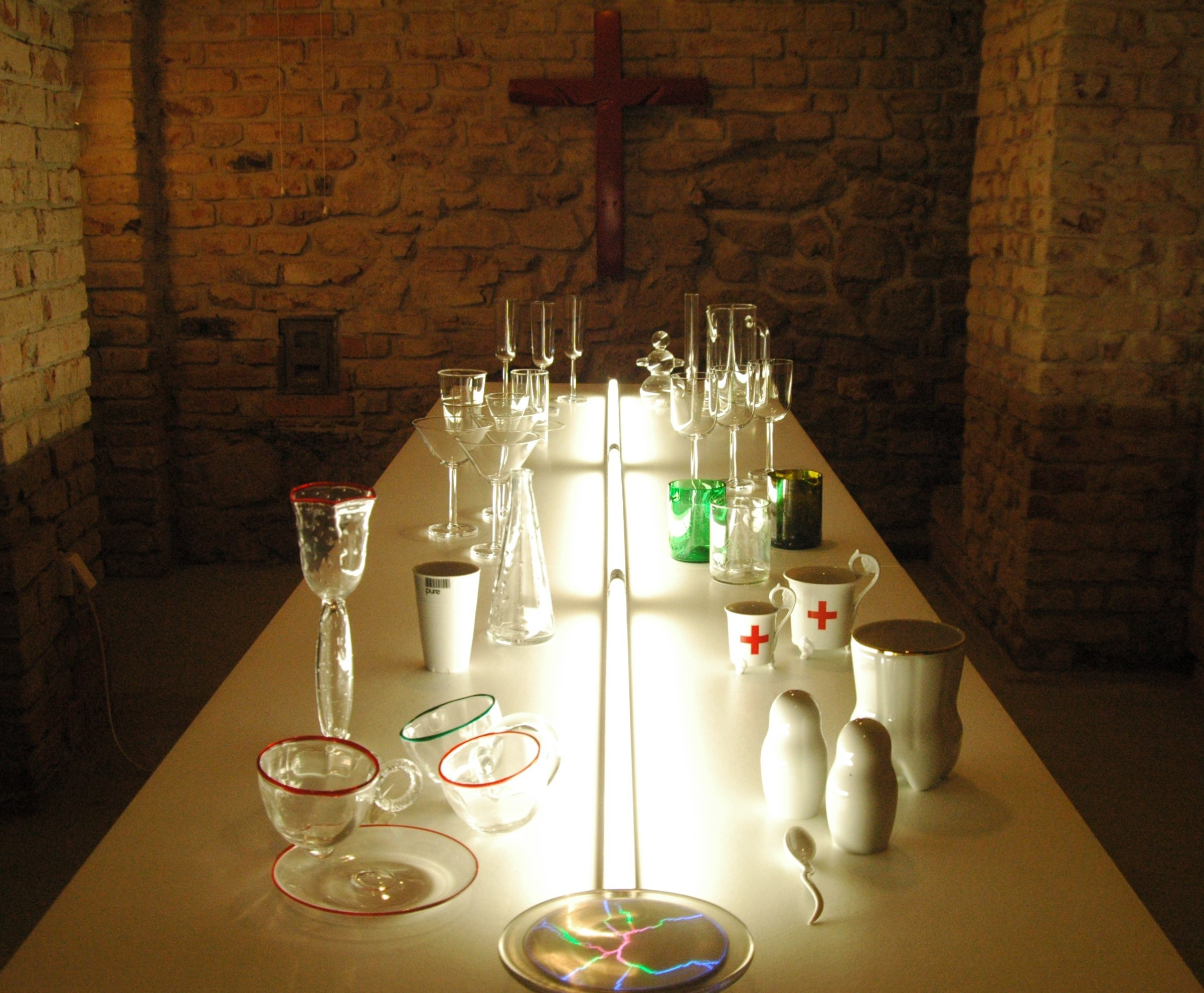
Velčovského keramika a kříž (na stěně) ve stálé expozici českého designu v Muzeu umění a designu Benešov

## Zastoupení ve sbírkách designu (výběr)
- Moravská galerie Brno
- Museum Mudac, Lausanne
- Muzeum umění a designu Benešov
- Neue Pinakotek, Mnichov
- Uměleckoprůmyslové muzeum Praha
- Victoria & Albert Museum, Londýn